# Eleições estaduais no Amapá em 2006
As eleições estaduais no Amapá em 2006 ocorreram em 1º de outubro como parte das eleições gerais no Distrito Federal e em 26 estados brasileiros. Foram eleitos o governador Waldez Góes, o vice-governador Pedro Paulo Dias e o senador José Sarney, além de oito deputados federais e vinte e quatro estaduais numa disputa encerrada em primeiro turno.
Para o senado, José Sarney (PMDB) recebeu 152.486 votos (53,87%) e se manteve em sua vaga de senador. Sarney apoiou a candidatura de Waldez Góes ao governo e fazia parte da coligação União pelo Amapá. A principal adversária de Sarney foi Cristina Almeida (PSB), que recebeu 123.378 votos. Os outros postulantes ao cargo de senador foram: Celisa Penna Melo (PSOL), Juraci Freitas (PSDB), Liduina Bastos (PSTU), Cosmo Ferreira (PRP) e Ricardo Gonçalves (PCB).
O ex-governador João Capiberibe (PSB) é zootecnista e comandou o estado entre os anos de 1995 a 2002, quando elegeu-se senador da República. Durante a Ditadura militar no Brasil, fez parte da Ação Libertadora Nacional, comandada por Carlos Marighella. A marca de seu governo foi a defesa do desenvolvimento sustentável. Sua esposa, Janete Capiberibe é deputada federal e seu filho Camilo Capiberibe foi eleito deputado estadual nestas eleições com 5.213 votos.
O ex-prefeito de Macapá Papaléo Paes (PSDB)(1952-2020) Foi um médico cardiologista nascido em Belém e formado pela Universidade Federal do Pará. Construiu, contudo, sua carreira política no estado do Amapá. Tornou-se o primeiro prefeito do PSDB a governar Macapá, capital do estado. Em 2002, elegeu-se o senador mais votado do estado com 124.417 votos. Teve passagens por diversos partidos políticos, como o PTB e o PMDB. No estado, era aliado do ex-presidente e senador Sarney.Em 2020 morreu por complicações da COVID-19 ,durante a pandemia da  mesma naquele ano.
Essa era a única eleição no Amapá decidida no primeiro turno até então, quando em 2022 Clécio Luís foi eleito governador também pelo primeiro turno.

## Resultado da eleição para governador

### Primeiro turno
| Candidatos a governador do estado | Candidatos a vice-governador | Número | Coligação                                                                        | Votação | Percentual |
| --------------------------------- | ---------------------------- | ------ | -------------------------------------------------------------------------------- | ------- | ---------- |
| Waldez Góes PDT                   | Pedro Paulo Dias PP          | 12     | União pelo Amapá (PDT, PP, PMDB, PSC, PV, PRONA)                                 | 160.150 | 53,69%     |
| João Capiberibe PSB               | Luís Banha PSB               | 40     | PSB (sem coligação)                                                              | 112.486 | 37,71%     |
| Papaléo Paes PSDB                 | Lucas Barreto PTB            | 45     | Amapá Desenvolvimento com dignidade (PSDB, PTB, PFL, PPS, PRTB, PTdoB, PMN, PTN) | 10.765  | 3,61%      |
| Clécio Luis PSOL                  | Carlos Cley PSTU             | 50     | Frente de Esquerda (PSOL, PSTU, PCB)                                             | 9.008   | 3,02%      |
| Errolflynn Paixão PT              | Carlos Sá PL                 | 13     | Amapá Forte (PT, PL, PCdoB)                                                      | 5.310   | 1,78%      |
| Nonato Souza PAN                  | José Maria PAN               | 26     | PAN (sem coligação)                                                              | 365     | 0,12%      |
| Gil Mauro PHS                     | Joel Cilião PRP              | 31     | Construindo um Amapá Melhor (PHS, PRP, PTC, PSL)                                 | 225     | 0,08%      |

## Resultado da eleição para senador
| Candidatos a senador da República | Candidatos a suplente de senador                 | Número | Coligação                                                                        | Votação    | Percentual |
| --------------------------------- | ------------------------------------------------ | ------ | -------------------------------------------------------------------------------- | ---------- | ---------- |
| José Sarney PMDB                  | Salomão Alcolumbre PMDB Jorge Nova da Costa PMDB | 151    | União pelo Amapá (PDT, PP, PMDB, PSC, PV, PRONA)                                 | 152.486    | 53,87%     |
| Cristina Almeida PSB              | Carolina de Araújo PSB João da Paixão PSB        | 401    | PSB (sem Coligação)                                                              | 123.378    | 43,59%     |
| Celisa Penna PSOL                 | Claudiomar Rosa PSOL Pedro Barbosa PSOL          | 501    | Frente de Esquerda do Amapá (PSOL, PSTU, PCB)                                    | 3.608      | 1,27%      |
| Juraci Freitas PSDB               | Serrano PSDB Maria Uchôa PSDB                    | 452    | Amapá Desenvolvimento com dignidade (PSDB, PTB, PFL, PPS, PRTB, PTdoB, PMN, PTN) | 1.360      | 0,48%      |
| Liduína Bastos PSTU               | Franck Azevedo PSTU Não disponível PSTU          | 160    | Frente de Esquerda do Amapá (PSOL, PSTU, PCB)                                    | 1.150      | 0,41%      |
| Cosmo Silva PRP                   | Leonice Silva PRP Cabral Pontes PRP              | 441    | Construindo um Amapá Melhor (PHS, PRP, PTC, PSL)                                 | 753        | 0,27%      |
| Aluizio Ideia PSL                 | Ribeiro Sales PSL Alzira Vieira PSL              | 170    | PSL (sem coligação)                                                              | Indeferido | 0%         |
| Maria Malafaia PAN                | Luzia Ramos PAN Lindalva Duarte PAN              | 269    | PAN (sem coligação)                                                              | Renunciou  | 0%         |

## Deputados federais eleitos
São relacionados os candidatos eleitos com informações complementares da Câmara dos Deputados.

Representação eleita
  PMDB: 2
  PSB: 1
  PT: 1
  PPS: 1
  PFL: 1
  PCdoB: 1
  PDT: 1

| Número | Deputados federais eleitos | Partido | Votação | Percentual | Cidade onde nasceu | Unidade federativa |
| 4040   | Janete Capiberibe          | PSB     | 29.547  | 10,35%     | Amapá              | Amapá              |
| 1313   | Dalva Figueiredo           | PT      | 17.428  | 6,10%      | Oiapoque           | Amapá              |
| 1512   | Fátima Pelaes              | PMDB    | 17.297  | 6,06%      | Macapá             | Amapá              |
| 2345   | Lucenira Pimentel          | PPS     | 15.604  | 5,46%      | Belém              | Pará               |
| 1598   | Jurandil Juarez            | PMDB    | 13.618  | 4,77%      | Afuá               | Pará               |
| 2580   | Davi Alcolumbre            | PFL     | 12.377  | 4,33%      | Macapá             | Amapá              |
| 6566   | Evandro Milhomen           | PCdoB   | 10.464  | 3,66%      | Santana            | Amapá              |
| 1212   | Bala Rocha                 | PDT     | 9.009   | 3,15%      | Gurupá             | Pará               |

## Deputados estaduais eleitos
Representação eleita
  PDT: 3
  PTdoB: 3
  PMDB: 3
  PSDB: 2
  PSB: 2
  PV: 2
  PFL: 2
  PSC: 1
  PSL: 1
  PCB: 1
  PTB: 1
  PT: 1
  PMN: 1
  PL: 1

| Número | Deputados estaduais eleitos | Partido | Votação | Percentual | Cidade onde nasceu | Unidade federativa |
| 12111  | Roberto Góes                | PDT     | 10.641  | 3,54%      | Porto Grande       | Amapá              |
| 45234  | Jorge Amanajás              | PSDB    | 9.067   | 3,02%      | Chaves             | Pará               |
| 15699  | Francisca Favacho           | PMDB    | 7.444   | 2,48%      | Macapá             | Amapá              |
| 12222  | Eider Pena                  | PDT     | 6.522   | 2,17%      | Ferreira Gomes     | Amapá              |
| 15800  | Dalto Martins               | PMDB    | 6.390   | 2,13%      | Breves             | Pará               |
| 20123  | Moisés Souza                | PSC     | 5.841   | 1,94%      | Macapá             | Amapá              |
| 17777  | Alexandre Barcellos         | PSL     | 5.803   | 1,93%      | Rio de Janeiro     | Rio de Janeiro     |
| 70369  | Kaká Barbosa                | PTdoB   | 5.746   | 1,91%      | Recife             | Pernambuco         |
| 21122  | Jorge Souza                 | PCB     | 5.513   | 1,83%      | Macapá             | Amapá              |
| 45123  | Michel JK                   | PSDB    | 5.450   | 1,81%      | Macapá             | Amapá              |
| 14122  | Mira Rocha                  | PTB     | 5.303   | 1,76%      | Macapá             | Amapá              |
| 13580  | Joel Banha                  | PT      | 5.224   | 1,74%      | Macapá             | Amapá              |
| 40123  | Camilo Capiberibe           | PSB     | 5.213   | 1,73%      | Santiago           | Chile              |
| 43123  | Zezé Nunes                  | PV      | 5.102   | 1,70%      | Gurupá             | Pará               |
| 33111  | Dr. Manoel Brasil           | PMN     | 5.063   | 1,68%      | Porto Grande       | Amapá              |
| 15125  | Edinho Duarte               | PMDB    | 5.053   | 1,68%      | Macapá             | Amapá              |
| 43222  | Manoel Mandi                | PV      | 4.930   | 1,64%      | Poranga            | Ceará              |
| 22222  | Paulo José (PJ)             | PL      | 4.869   | 1,62%      | Macapá             | Amapá              |
| 25123  | Isaac Alcolumbre            | PFL     | 4.331   | 1,44%      | Macapá             | Amapá              |
| 70123  | Ricardo Soares              | PTdoB   | 4.226   | 1,41%      | São Caetano do Sul | São Paulo          |
| 25369  | Jorge Salomão               | PFL     | 4.224   | 1,40%      | Afuá               | Pará               |
| 12345  | Keka Cantuária              | PDT     | 4.216   | 1,40%      | Mazagão            | Amapá              |
| 40111  | Ruy Smith                   | PSB     | 4.121   | 1,37%      | Macapá             | Amapá              |
| 70000  | Meire Serrão                | PTdoB   | 3.813   | 1,27%      | Mazagão            | Amapá              |